# Manuel González García

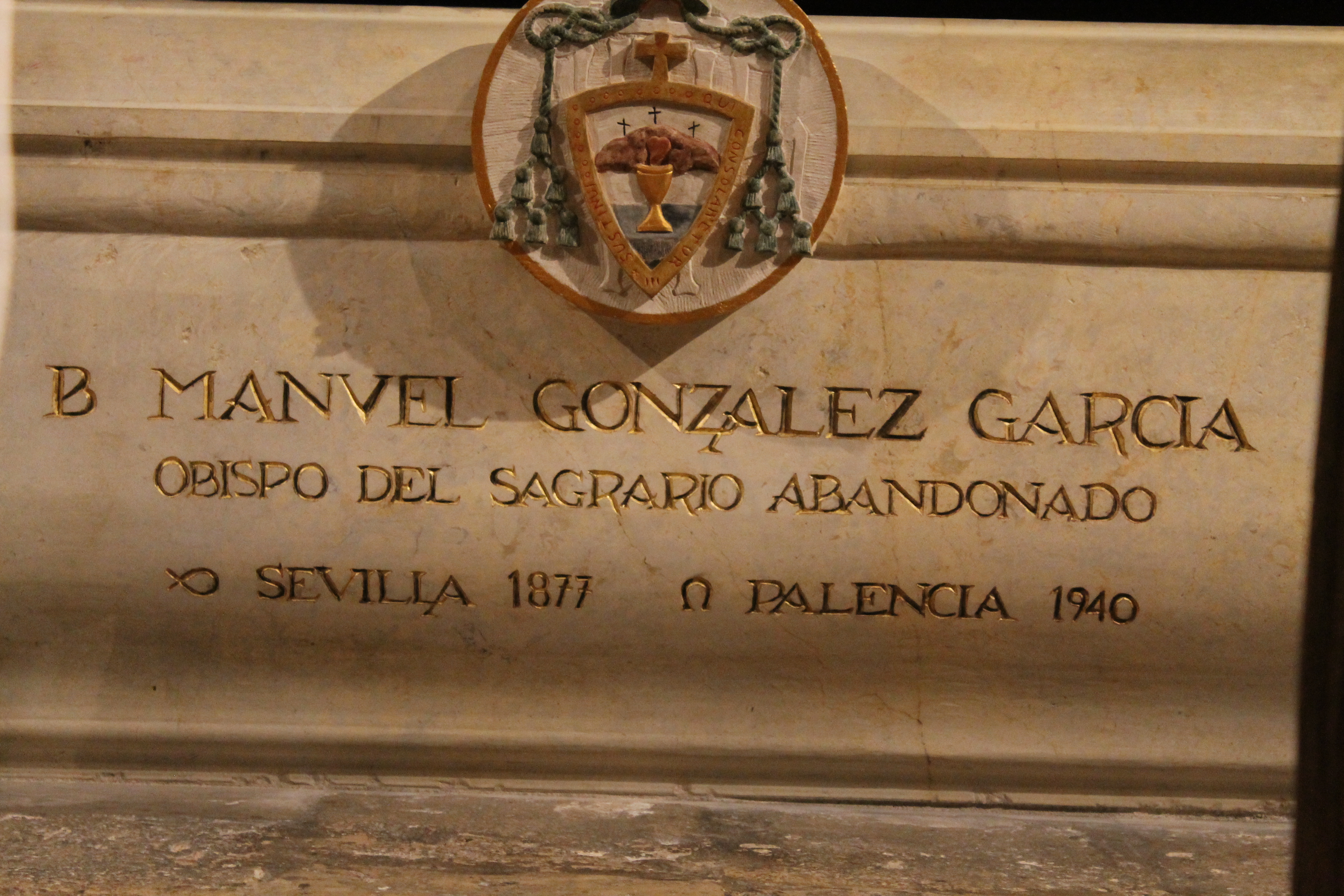
Tumba em Palência

Manuel González García (25 de fevereiro de 1877 – 4 de janeiro de 1940) foi um bispo espanhol da Igreja Católica Romana que serviu como bispo de Palência de 1935 até sua morte. Foi o fundador dos Missionários Eucarísticos de Nazaré e também estabeleceu os Discípulos de São João e os Filhos Reparadores. Ele era conhecido por sua forte devoção à Eucaristia e ficou conhecido como o "Bispo do Tabernáculo" devido a esta devoção; ele estabeleceu como objetivo difundir a devoção à Eucaristia e encorajou sua frequente recepção.
A causa de santidade para o falecido bispo começou em 1981 e ele foi intitulado Servo de Deus, enquanto o Papa João Paulo II o nomeou Venerável em 6 de abril de 1998, após a confirmação de que ele exerceu virtudes heroicas em sua vida. João Paulo II também beatificou o falecido bispo em 29 de abril de 2001. O Papa Francisco o canonizou como santo em 16 de outubro de 2016. Ele é o patrono de todas as suas ordens religiosas e da Diocese de Palência, onde foi bispo.

## Vida
Manuel González García era filho de Martín González Lara e Antonia García em 25 de fevereiro de 1877 em Sevilha e tinha quatro irmãos. Dos cinco (incluindo ele), ele foi o quarto filho de seus pais.
Seus pais eram originários de Antequera, província de Málaga. Casaram-se na Igreja de San Pedro daquela cidade e mudaram-se para Sevilha por volta de 1875. Seu pai, Martín González Lara, fundou uma carpintaria e marcenaria em 1877, e sua mãe, Antonia García, cuidava da família e do lar. Manuel González tinha dois irmãos mais velhos, Francisco e Martín, e uma irmã mais nova, Antonia. Manuel Siurot era amigo da família.
Na infância ingressou no coro de uma igreja e, antes dos dez anos, integrou o coro da Catedral de Sevilha. Após a realização da sua vocação religiosa no final da infância, alistou-se no seminário de Sevilha aos 12 anos em setembro de 1889 para os estudos sacerdotais. Foi lá que escreveu: “Se nascesse mil vezes, mil vezes seria padre”. Ele se destacou em todos os seus estudos e foi tido em alta consideração por seus professores. Ele obteve seu doutorado em teologia e direito canônico. Ele também viajou a Roma para comemorar o jubileu do Papa Leão XIII.
Recebeu o subdiaconado em 1900 e também o diaconado nesse mesmo ano. Foi ordenado sacerdote em 21 de setembro de 1901 pelo arcebispo de Sevilha Marcelo Spínola y Maestre — futuro cardeal e beato — na capela do palácio episcopal de Sevilha. Enquanto seminarista, García trabalhou no jornal de Spínola, El Correo de Andalucía. Ele celebrou sua primeira missa em 29 de setembro de 1901 na Igreja da Santíssima Trindade. Foi durante a sua primeira Missa que se entregou à intercessão de Maria Auxiliadora.
Em 1902, o bispo Spínola o enviou para pregar uma missão em uma das paróquias, e Garcia descobriu que a igreja estava suja e abandonada. Ajoelhou-se diante do tabernáculo e decidiu naquele momento dedicar-se às obras eucarísticas em louvor a Jesus Cristo. Um de seus primeiros cargos como novo sacerdote foi o de capelão da casa de saúde das Irmãs dos Pobres de Sevilha. Em 1 de março de 1902 foi nomeado pároco de San Pedro de Huelva e aí tomou posse em 9 de março, uma semana depois.
García, em 4 de março de 1910, constituiu pela primeira vez os discípulos de São João, que deviam ser consagrados à Eucaristia e a São João; a ordem logo se espalhou para fora da Espanha, pela Europa. Viajou a Roma no final de 1912 e em 28 de novembro teve uma audiência privada com o Papa Pio, que demonstrou um grande interesse por seu trabalho e sua devoção à Eucaristia.
O Papa Bento XV o nomeou bispo auxiliar de málaga e bispo titular de  Olimpo em 6 de dezembro de 1915. Isso o levou à consagração episcopal em 16 de janeiro de 1916. Ele foi nomeado Bispo de Málaga em 1920 e ocupou o cargo até que o Papa Pioo nomeou Bispo de Palência em 1935. Recebeu a gratidão e o carinho de todos, incluindo D. Afonso XIII, que afirmou em telegrama: “Saúdo com afeto e beijo com reverência o seu anel pastoral”. Fundou os Missionários Eucarísticos de Nazaré em Palência e passou a fundar também os Filhos Reparadores e os Discípulos de São João. Em 11 de maio de 1936, o palácio episcopal de Málaga pegou fogo e o incêndio causou a destruição de arte e materiais de arquivo, e Garcia entrou no palácio pela porta dos fundos para ver os incendiários que acenderam o fogo.
García adoeceu em 1939 durante uma visita a Saragoça que o levou a Madrid para tratamento. Morreu em 1940 em uma clínica e foi sepultado na Catedral de Palência, onde pediu o sepultamento para ficar próximo ao tabernáculo. O seu desejo era: "Peço ser enterrado junto a um tabernáculo, para que os meus ossos, depois da morte, como a minha língua e a minha pena em vida, digam aos que passam: ali está Jesus! Aí está! Não o deixe abandonado!"

## Santidade

### Primeiro processo e Venerável
O processo de beatificação teve início em 31 de julho de 1981 na Espanha para reunir a documentação necessária para a causa e o início da causa lhe permitiu receber o título póstumo de Servo de Deus. Isso também viu dois processos abertos em Palência; o primeiro foi inaugurado em 2 de maio de 1952. Um em Málaga foi realizado em 1979 e outro em Palência de 1981 até um ano depois.
O dossiê compilado conhecido como Positio documentou sua vida de virtudes heroicas e foi enviado à Congregação para as Causas dos Santos em 1991. Isso levou o Papa João Paulo II a proclamá-lo Venerável em 6 de abril de 1998 por conta de tal virtude.

### Beatificação
Depois que um tribunal independente investigou um milagre atribuído a ele, ele foi validado em 1998 e recebeu a aprovação papal; o papa assinou um decreto reconhecendo um milagre atribuído a ele em 29 de dezembro de 1999, levando à sua beatificação em 29 de abril de 2001. O milagre aconteceu em Palência em dezembro de 1953 e foi a cura da tuberculose de Sara Ruiz Ortega, então com dezoito anos.

### Canonização

#### Milagre
O segundo milagre atribuído a ele foi a cura de María del Carmen Feijóo Varela. A cura ocorreu em outubro de 2008, quando ela foi diagnosticada com uma doença extrema que progrediu para um câncer agressivo que reduziu Varela a um estado de debilidade. Ela solicitou os últimos sacramentos, mas o padre não pôde comparecer a tempo e então enviou uma relíquia do falecido bispo.
Menos de uma semana depois, enquanto retinham a relíquia, os médicos ficaram surpresos ao ver que o câncer havia desaparecido totalmente, apesar de uma ampla gama de testes. O laudo médico declarou que "houve uma regressão espontânea" da doença.

#### Processo
Outro milagre teria sido atribuído à sua intercessão e o processo que o investigou foi validado em 21 de outubro de 2011. Esse processo durou de 7 de outubro de 2009 até 31 de maio de 2010. O conselho médico que assessora a Congregação aprovou as conclusões da investigação em 29 de outubro de 2015 e os teólogos posteriormente aprovaram dois menos de dois meses depois, em 15 de dezembro de 2015. Em seguida, foi para a própria Congregação e foi aprovado em 1 ° de março de 2016; foi ao papa para aprovação em 3 de março de 2016 — e foi afirmativa — e permitiu que sua canonização ocorresse, embora uma data para a santificação tivesse que ser formalizada em uma reunião de cardeais realizada em 20 de junho.
Foi canonizado como um santo da Igreja Católica Romana em 16 de outubro de 2016 na Praça de São Pedro.

### Postulação
O postulador designado para a causa no momento da canonização era Romualdo Rodrigo Lozano.